# Западинская улица
Западинская улица (укр. Западинська вулиця) — улица в Подольском районе города Киева. Пролегает от улицы Вышгородская до тупика, исторически сложившаяся местность (район) Западинка.
Примыкают переулок Академика Патона, улица Краснопольская.   

## История
Западинская улица — по названию местности Западинка и Западинского ручья — возникла в начале 20 века. До середины 20 века улица также именовалась Лысогорская. Также и другие улицы местности именовались Западинскими, со временем были переименованы и вовсе исчезли, в связи с перепланированием местности. В начале 1980-х годов Западинский ручей был заключён в коллектор, в связи со строительством Мостицкого жилого массива.  
На парной стороне начала улицы в 2012 году был сдан в эксплуатацию 25-этажный дом — один из 27 домов ЖК «Парковый город» — Вышгородская № 45 п. 2.

## Застройка
Улица пролегает в западном направлении. Извилистая в плане, повторяя ландшафт местности. 
Парная и непарная стороны улицы заняты многоэтажной (9-этажные дома) жилой и частично усадебной застройкой, учреждениями обслуживания. 
Учреждения:
1. дом № 5/1 — исследовательско-конструкторское бюро «Геофизприбор»; офисные центры
2. дом № 9А — офисный центр
3. дом № 10 — школа № 156
4. дом № 11 — школа-детсад «Паросток»